# Танькино
Танькино — деревня в Кукморском районе Татарстана. Входит в состав Нижнерусского сельского поселения.

## География
Находится в северо-западной части Татарстана на расстоянии приблизительно 16 км на юг по прямой от районного центра города Кукмор у речки Ушман.

## История
Известна с 1710—1711 годов как деревня Урясь Уча. В 1812 году построена Петропавловская церковь (ныне в руинированном виде). В начале XX века центр волости. В советское время работали колхозы «Красный крестьянин», «Интернационал», позднее СПК «Интернационал», ОАО «Агрохимсервис», СПК «Агрофирма Урясь», АО «КукморАгроХимСервис».

## Население
Постоянных жителей было: в 1782 — 51 душа мужского пола, в 1859—282, в 1897—339, в 1908—387, в 1920—334, в 1926—323, в 1949—155, в 1958—141, в 1970—118, в 1979—101, в 1989 — 61, 56 в 2002 году (татары 87 %, фактически кряшены), 43 в 2010.